# アミック (護衛駆逐艦)
アミック（USS Amick DE-168）は、 第二次世界大戦中にアメリカ海軍によって建造されたキャノン級護衛駆逐艦。 大西洋と太平洋の両方で活動し、船団護衛の任務に就いた。 

## 艦歴
1942年11月30日にニュージャージー州ニューアークのフェデラル・シップビルディング・アンド・ドライドック社によって起工された。1943年5月27日に竣工。 Ens. Eugene Amick (1919–1942)の未亡人であるMary R. Amick夫人が立ち会った。 1943年7月26日にニューヨーク海軍工廠においてFrancis C. B. McCune中尉のもと就役した。

### 大西洋の戦い
アミックは9月初旬にバミューダでの完熟訓練のために東海岸を去った。 この巡航中、音響魚雷に対する防御装置の実験的な運用試験にも従事していた。 
11月初旬、 アミックは62任務群の所属になり、大西洋における輸送船団の護衛としての任務を開始した。 本艦はまた、第15護衛部隊の旗艦としての役割も果たした。1943年11月から1945年5月まで、本艦は大西洋を横断する9回の往復航海を完了した。 船団の入港地はカサブランカ、 ジブラルタル、ビゼルト、パレルモ、オランなど。 1944年8月1日、アルジェリアの ベングト岬沖において輸送船団を護衛中にドイツ軍の空襲を受けたが損傷はなかった。
大西洋での18か月の作戦中に、 アミックはニューヨーク海軍工廠またはボストン海軍 工廠のいずれかで整備を受けた。 アミックはその後、別の船団に加わる前にメイン州カスコベイまたはニューヨーク州モントークポイントにおいて訓練を行った。 アミックは、1945年5月5日と6日にポイントジュディスの戦いとして知られる小さな交戦に参加し、ドイツ海軍の潜水艦U-853を沈めた。

### 太平洋
1945年5月28日、 アミックはマサチューセッツ州ボストンを出航し、第15護衛部隊の他の艦艇とともに太平洋へ向かった。 キューバのグアンタナモ湾で 1週間の訓練を行ったのち、6月10日にパナマ運河を通過し、カリフォルニア州サンディエゴ経由で、29日にハワイ真珠湾に到着した。 2週間後にアミックはマリアナ諸島へ出港し、日本降伏前に一回だけ沖縄へ向かう輸送船団の護衛を務めた。

### 戦後
アミックは8月23日、海軍及び海兵隊の幹部を乗艦させてパラオ島へ赴き 現地の日本軍と会見し、9月2日にアミック艦上においてパラオ諸島における日本軍の無条件降伏の調印式が行われ日本陸軍パラオ地区集団司令官、第14師団長井上貞衛陸軍中将が米海兵隊ペリリュー島司令部への降伏文書に署名した。
11月3日、 アミックはアメリカ本国に向かうためペリリュー島を出発した。  11月22日にカリフォルニア州サンディエゴに戻る前に、サイパンとパールハーバーに短期間停泊した。 
アミックは12月1日に大西洋艦隊に配属され、その後まもなく東海岸に向かった。 1946年1月3 日にフロリダ州ジャクソンビルに到着し、修理のために造船所に入った。 この作業が完了した後、彼女は第12護衛部隊に割り当てられ、フロリダ州グリーンコーブスプリングスに停泊し、非活性化作業を行った。 アミックは、1947年5月16日に退役するまで、グリーンコーブスプリングスで半活動状態を維持し、他の艦船の乗組員が非活性化を行うための拠点として使用された。 

### 海上自衛隊
8年間の予備期間の後、1955年6月14日、 相互防衛援助プログラムに基づいて、 アミックは日本に貸与された。アミックはあさひ型護衛艦「あさひ（DE-262）」として日本の海上自衛隊に所属し、1975年初頭に米海軍に返却された。
1975年1月6日にフリゲートに再分類され、艦番号もFF-168に変更された。 
1975年6月15日にアメリカ海軍から除籍された。

### フィリピン海軍
アミックは1976年9月にフィリピン共和国に売却され、RPS ダトゥ・シカトゥナ（Datu Sikatuna）PS-77に改名された。  
1980年7月、艦番号がPF-5に変更された。1989年に退役して廃棄されるまで、フィリピン海軍で運用された。